# St. Johannes Baptist (Hohenwarth)

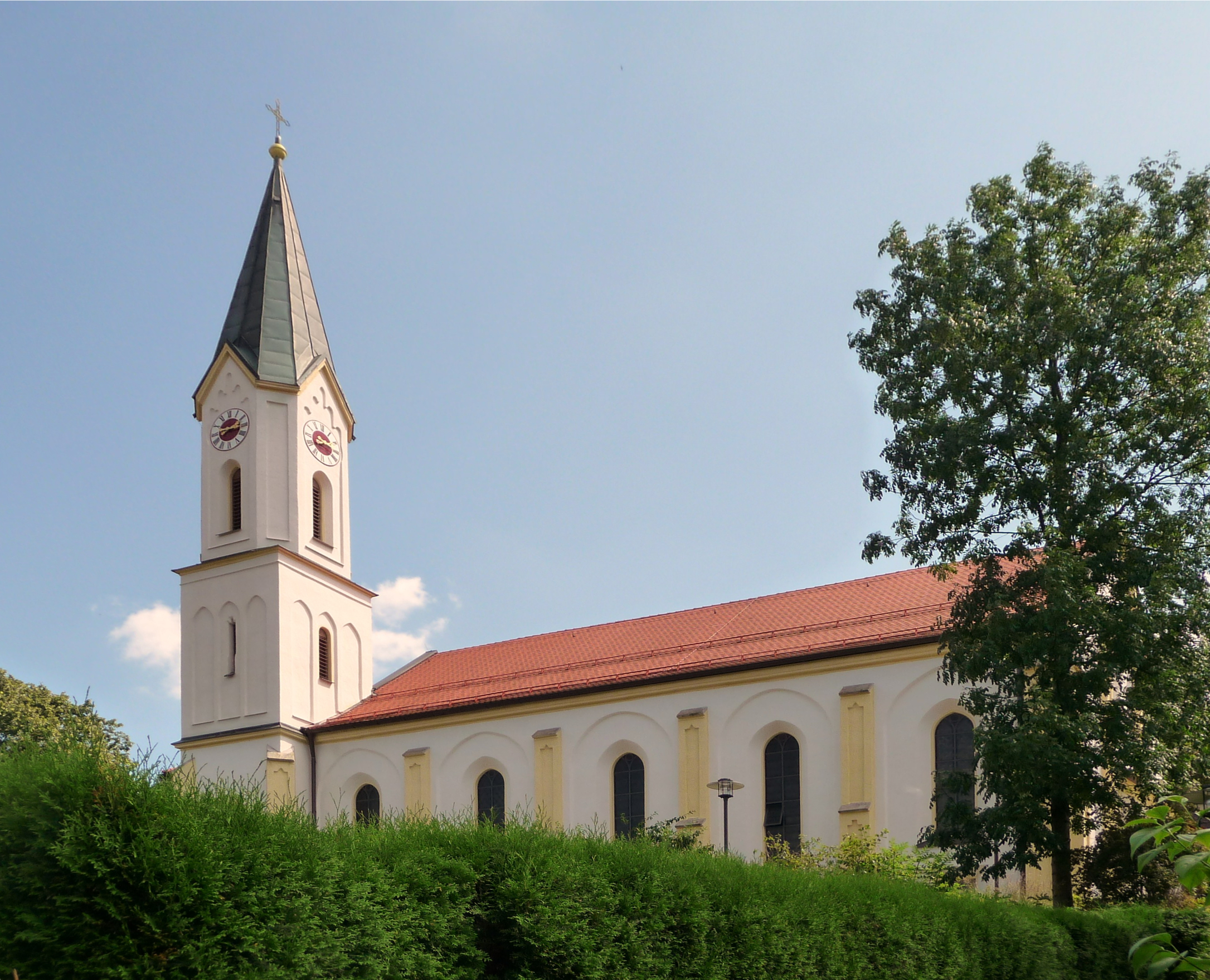
St. Johannes Baptist (Hohenwarth)

Die römisch-katholische, denkmalgeschützte Pfarrkirche St. Johannes Baptist steht in Hohenwarth, einer Gemeinde im Landkreis Cham der Oberpfalz. Sie gehört zum Dekanat Cham im Bistum Regensburg. Das Bauwerk ist unter der Denkmalnummer D-3-72-135-5 als Baudenkmal in die Bayerische Denkmalliste eingetragen.

## Beschreibung
Die neugotische Saalkirche wurde 1861 erbaut, nachdem der 1589 gebaute spätgotische Vorgängerbau bis auf den Chor abgerissen worden war. Ihre Wände werden von Strebepfeilern gestützt. Sie besteht aus einem Langhaus, einem eingezogenen, dreiseitig geschlossenen Chor im Osten und einem Chorflankenturm auf quadratischem Grundriss an dessen Nordwand. Das achteckige, oberste Geschoss des Chorflankenturms, auf dem ein spitzer Helm sitzt, beherbergt die Turmuhr und den Glockenstuhl.
Der Innenraum des Chors ist mit einem Netzgewölbe überspannt, das auf Diensten aufsitzt. Auf dem Schalldeckel der Kanzel steht eine spätgotische Statue von Johannes dem Täufer, die bereits in der alten Kirche stand. Die Decke im Langhaus ist mit Ornamenten verziert.